# Не назавжди!
«Не назавжди!» (англ. Not Final!) — науково-фантастичне оповідання американського письменника Айзека Азімова, вперше опубліковане у жовтні 1941 року журналом Astounding Science Fiction. Увійшло до збірки «Ранній Азімов» (1972).

## Сюжет
Земні колоністи на Ганімеді, найбільшому супутнику Юпітера, виявили існування розумного життя на поверхні планети. Їм вдається встановити зв'язок з юпітеріанцями за допомогою радіо. Коли юпітеріанці зрозуміли, що люди не подібні до них, вони пообіцяли знищити їх, як нижчих за себе створінь, після чого перервали спілкування.
Вчені на Ганімеді приходять до думки, що юпітеріанцям потрібна буде технологія силового поля, щоб покинути поверхню планети і здійснити свої погрози. Але експерименти з даною технологією показують неможливість її практичного втілення, силове поле, в скорому часі після створення, вибухає від дотику з атмосферою. Тому вчені запевняють, що погроза юпітеріанців є нездійсненною. Головний вчений, блискучий теоретик, передбачає це а потім підтверджує експериментом, який закінчується вибухом. Колоніальний комісар Ніколас Орлов, який прибув на Ганімед для оцінки загрози, повідомляє на Землю, що небезпека не є справжньою.
Після цього Орлов просить судно, що проходить повз Ганімед, підібрати його і повернути на Землю. Розмова капітана судна із техніком показує, що цей корабель використовує технологію силового поля оригінальним способом, над яким вчені на Ганімеді не замислювалися. Методом проб і помилок технік, втративши у експериментах руку та око, з'ясував, що поле вибухає. Однак він зміг обійти це, вмикаючи і вимикаючи поле на короткі проміжки часу, щоб воно не встигало вибухнути, але в той же час і не пропускало повітря.
Кінцівка оповідання є досить іронічною: капітан хоче порадувати свого впливового пасажира Орлова новиною про застосування силового поля на його кораблі. Зрозуміло, що реакція Орлова та й всього людства буде зовсім не радісною, оскільки юпітеріанці теж врешті подолають технічні труднощі і застосують цю технологію, щоб вести війну з людством.
Оповідання ілюструє існуючі протиріччя між науковцями-теоретиками та інженерами-практиками, коли «кінцеві» висновки теоретиків з часом спростовуються практиками.